# Rocky Hill
Rocky Hill is een plaats (borough) in de Amerikaanse staat New Jersey, en valt bestuurlijk gezien onder Somerset County.

## Demografie
Bij de volkstelling in 2000 werd het aantal inwoners vastgesteld op 662.
In 2006 is het aantal inwoners door het United States Census Bureau geschat op 678, een stijging van 16 (2,4%).

## Geografie
Volgens het United States Census Bureau beslaat de plaats een oppervlakte van
1,7 km², geheel bestaande uit land. Rocky Hill ligt op ongeveer 109 m boven zeeniveau.

## Plaatsen in de nabije omgeving
De onderstaande figuur toont nabijgelegen plaatsen in een straal van 8 km rond Rocky Hill.